# Maurice Ripoche
Pour les articles homonymes, voir Ripoche.
Maurice Ripoche (27 mai 1895 à Paris - 20 juillet 1944 à Cologne) est un résistant français fondateur du mouvement Ceux de la Libération (CDLL), pseudo Dufour, arrêté puis décapité par les Allemands. Il fut aussi aviateur.

## Biographie
Ingénieur ICAM de la promotion 1915, il est pilote pendant la Première Guerre mondiale et dirigeant de l'entreprise Ripoche de fours électriques industriels.
Alors qu'éclate la Seconde Guerre mondiale, il reste à la tête de son entreprise qui produit des aciers spéciaux indispensables aux fabrications de l'armement. En août 1940, il crée le mouvement de Résistance Ceux de la Libération. Les réunions ont lieu chez Maurice Nore qui tient le bureau de tabac au 5, Avenue d'Orléans, Paris XIVe, avec Yves Chabrol (pharmacien), Maurice Daguier. Bientôt le mouvement essaime en Manche, en Seine-et-Marne, dans l'Aube et doit s'organiser et mettre en place un service action sous la responsabilité du colonel Schimpf.
Un temps, son centre de commandement se trouve à la Turmellière, château de Montfaucon-Montigné qu'il a acquis mais qui est découvert le 9 octobre 1941. Il part à Lyon,et rencontre Jean Moulin, Pierre Brossolette, Georges Savouret. Il est arrêté le 3 mars 1943 à Paris, rue de Rome, dans le bureau du colonel Manhes, sous le nom de Pons ; une tentative de libération de Maurice Ripoche est tentée en soudoyant ses gardiens, mais elle échoue. Incarcéré à la prison de Dusseldorf le 11 avril 1943, il est jugé et condamné à mort le 23 mai 1944. Transféré à la prison de Cologne le 13 juin 1944, il est décapité le 20 juillet 1944 à 15 h,.

## Après la guerre
Sa famille vient chercher son corps qui avait été enseveli par un aumônier allemand. Après un hommage rendu aux Invalides, son corps est transféré dans le caveau familial à Montfaucon-Montigné.

## Hommages
- Un timbre à l'effigie de Maurice Ripoche a été émis le 26 mars 1960[4].
- Une rue du 14e arrondissement de Paris ainsi qu'une école maternelle sise au 51 de cette même rue honorent sa mémoire.
- Un espace culturel nommé Maurice Ripoche a été inauguré le 11 octobre 2014 à Montfaucon-Montigné (Maine-et-Loire)[5]
- Inauguration d'un poste RIPOCHE EDF, le 20 Novembre 1992 à Aubigny